# Impatiens aureliana
Impatiens aureliana är en balsaminväxtart som beskrevs av Joseph Dalton Hooker. Impatiens aureliana ingår i släktet balsaminer, och familjen balsaminväxter. Inga underarter finns listade i Catalogue of Life.